# 핏사눌록

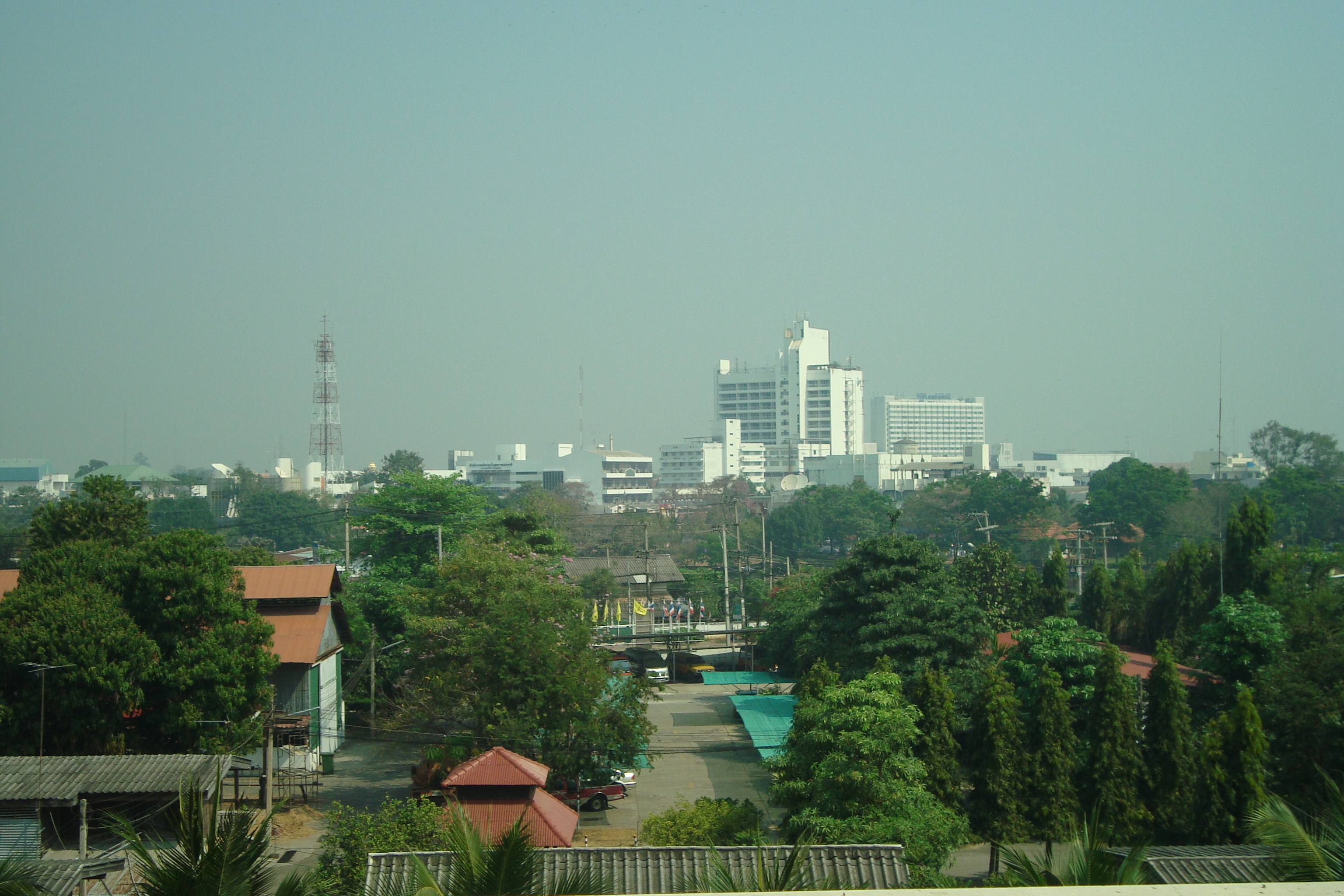
핏사눌록의 전경

핏사눌록(태국어: พิษณุโลก 피사눌록[*], Phitsanulok)은 태국 북부의 중요하고 역사적인 도시이자 핏사눌록 주의 주도이다. 핏사눌록은 태국에서 가장 오래된 도시의 하나로 600년 전에 세워졌다. 도시는 아마도 16세기 후반에 타이를 버마의 지배로부터 벗어나게 한 나레수안 왕의 출생지로 가장 잘 알려져 있을 것이다. 태국 북부와 중부 사이의 교차점이기 때문에 오랫동안 정치적, 전략적으로 중요했고 과거 몇 세기 동안 많은 전투가 벌어졌다. 핏사눌록은 아유타야 왕국의 보롬마뜨라일로까낫 왕의 치세 때 25년간 태국의 수도였다. 난강의 기슭에 위치한 도시는 11세기에 쾌노이강의 유로가 바뀌기 전에는 송쾌라고 불리던 크메르인의 작은 전초 기지였다. 핏사눌록은 또한 앙코르 시대 때 크메르 제국의 지방 중심지였다. 핏사눌록에는 나레수안 대학교와 삐불송끄람라자브핫 대학교 및 왕립 태국 육군의 기지가 있다.

## 어원
- 송쾌 - 첫 글자 '송'은 숫자 2를 의미하고 두 번째 글자 '쾌'는 지류를 의미한다. 그래서 전체 이름을 의역하면 두 강을 의미한다.
- 핏사눌록 - 핏사누(태국어: พิษณุ)는 힌두교의 신 비슈누를 의미하고 록(태국어: โลก)은 세계를 의미한다. 그래서 이들을 합치면 '비슈누의 천국'으로 의역할 수 있다.

## 지리
핏사눌록은 방콕에서 북쪽으로 약 377km 떨어져 있다. 핏사눌록은 주로 평평하고 약간의 언덕이 있다. 시의 동부에는 나무가 우거진 지역이 있다. 도시는 짜오프라야강 수계의 일부인 난 분지에 위치한다. 주도인 핏사눌록은 몇 세기 전에는 난강과 쾌노이강이 도시 근처에서 만났기 때문에 때때로 '두 강의 도시'라는 의미의 송쾌로 불린다. 현재는 난강만이 핏사눌록을 흐른다.

## 기후
핏사눌록은 더운 열대기후이고 상당한 비가 내린다. 건기와 우기가 있다. 우기는 봄에 시작해 더울 때 끝나고 건조한 여름이 9월부터 시작해 11월까지 계속된다. 12월과 1월은 쾌적하고 시원하다.
| 핏사눌록의 기후                                                               | 핏사눌록의 기후 | 핏사눌록의 기후 | 핏사눌록의 기후 | 핏사눌록의 기후 | 핏사눌록의 기후 | 핏사눌록의 기후 | 핏사눌록의 기후 | 핏사눌록의 기후 | 핏사눌록의 기후 | 핏사눌록의 기후 | 핏사눌록의 기후 | 핏사눌록의 기후 | 핏사눌록의 기후 |
| 월                                                                            | 1월             | 2월             | 3월             | 4월             | 5월             | 6월             | 7월             | 8월             | 9월             | 10월            | 11월            | 12월            | 연간            |
| ----------------------------------------------------------------------------- | --------------- | --------------- | --------------- | --------------- | --------------- | --------------- | --------------- | --------------- | --------------- | --------------- | --------------- | --------------- | --------------- |
| 역대 최고 기온 °C (°F)                                                        | 36.3 (97.3)     | 38.4 (101.1)    | 40.5 (104.9)    | 42.8 (109.0)    | 42.7 (108.9)    | 39.4 (102.9)    | 37.6 (99.7)     | 36.7 (98.1)     | 35.7 (96.3)     | 35.7 (96.3)     | 36.4 (97.5)     | 35.3 (95.5)     | 42.8 (109.0)    |
| 일평균 최고 기온 °C (°F)                                                      | 31.5 (88.7)     | 33.5 (92.3)     | 35.7 (96.3)     | 37.2 (99.0)     | 35.8 (96.4)     | 34.3 (93.7)     | 33.2 (91.8)     | 32.6 (90.7)     | 32.7 (90.9)     | 32.6 (90.7)     | 32.3 (90.1)     | 31.0 (87.8)     | 33.5 (92.4)     |
| 일일 평균 기온 °C (°F)                                                        | 24.9 (76.8)     | 26.8 (80.2)     | 29.1 (84.4)     | 30.8 (87.4)     | 30.1 (86.2)     | 29.3 (84.7)     | 28.6 (83.5)     | 28.2 (82.8)     | 28.2 (82.8)     | 28.0 (82.4)     | 26.9 (80.4)     | 24.9 (76.8)     | 28.0 (82.4)     |
| 일평균 최저 기온 °C (°F)                                                      | 19.2 (66.6)     | 20.8 (69.4)     | 23.7 (74.7)     | 25.4 (77.7)     | 25.4 (77.7)     | 25.2 (77.4)     | 24.8 (76.6)     | 24.7 (76.5)     | 24.7 (76.5)     | 24.1 (75.4)     | 22.0 (71.6)     | 19.4 (66.9)     | 23.3 (73.9)     |
| 역대 최저 기온 °C (°F)                                                        | 7.5 (45.5)      | 10.0 (50.0)     | 12.7 (54.9)     | 17.4 (63.3)     | 20.4 (68.7)     | 21.0 (69.8)     | 21.5 (70.7)     | 21.4 (70.5)     | 21.7 (71.1)     | 17.1 (62.8)     | 12.1 (53.8)     | 8.9 (48.0)      | 7.5 (45.5)      |
| 평균 강수량 mm (인치)                                                         | 7.0 (0.28)      | 16.6 (0.65)     | 28.9 (1.14)     | 59.2 (2.33)     | 165.6 (6.52)    | 161.1 (6.34)    | 187.9 (7.40)    | 240.7 (9.48)    | 268.4 (10.57)   | 139.1 (5.48)    | 31.7 (1.25)     | 12.9 (0.51)     | 1,319.1 (51.93) |
| 평균 강수일수 (≥ 1.0 mm)                                                      | 1.0             | 1.3             | 2.4             | 3.8             | 10.0            | 11.9            | 14.4            | 15.6            | 15.2            | 9.4             | 2.2             | 0.7             | 87.9            |
| 평균 상대 습도 (%)                                                            | 69.1            | 66.1            | 64.4            | 63.6            | 71.3            | 76.1            | 78.6            | 80.7            | 81.6            | 78.7            | 72.6            | 69.0            | 72.7            |
| 평균 월간 일조시간                                                            | 258.7           | 252.2           | 265.6           | 271.9           | 243.3           | 186.5           | 150.8           | 141.1           | 160.7           | 209.4           | 246.3           | 257.7           | 2,644.2         |
| 평균 일일 일조시간                                                            | 8.3             | 8.6             | 8.9             | 8.1             | 6.4             | 3.9             | 3.9             | 3.8             | 3.6             | 5.8             | 7.3             | 8.3             | 6.6             |
| 출처 1: 세계기상기구 (평년값: 1991년~2020년), 태국 기상청 (극값: 1951년~현재) |                 |                 |                 |                 |                 |                 |                 |                 |                 |                 |                 |                 |                 |
| 출처 2: 태국 수자원수문학사무소 (일조시간: 1981년~2010년)                     |                 |                 |                 |                 |                 |                 |                 |                 |                 |                 |                 |                 |                 |

## 역사
11세기 때 핏사눌록은 '두 강'이라는 의미의 송쾌로 불리던 크메르의 작은 전초 기지였다. 이 때에 난강과 쾌노이강이 도시를 통과했기 때문에 태국 북부의 전략적인 관문이었다.
수코타이 왕조 때 핏사눌록은 왕국 동부의 중요한 도시였다. 왓 아라닉과 왓 체디요드통이 이 때 건설되었다.
아유타야 왕조 때인 1357년에 왓 프라시랏따나마하탓이 세워졌다. 보롬마뜨라일로까낫 왕은 왕국의 북쪽 변경을 강화하기 위해 1463년에 수도를 핏사눌록으로 옮겼다. 보롬마뜨라일로까낫 왕의 치세 때 왓 랏차부라나가 건설되었다. 보롬마뜨라일로까낫 왕의 후계자인 보롬마랏차티랏 3세는 아유타야 왕국의 수도를 다시 아유타야로 옮겼다. 1555년에 나레수안 왕이 도시에서 태어났다. 핏사눌록은 아유타야와 버마와의 전쟁 때 중요한 신병 모집 장소였다. 1767년에 아유타야가 버마에게 멸망한 후에 미친 승려가 도시의 지배권을 왕국의 관리로부터 빼앗았다. 딱신 왕은 승려로부터 도시를 점령하려다가 실패하였고 부상당했다.
19세기에 몽꿋 왕은 왓 랏차부라나의 복원을 명령했다. 1955년에 핏사눌록에 화재가 발생해 옛 건물이 많이 파괴되었다. 1976년부터 1985년에 걸쳐 핏사눌록 관개 프로젝트의 일환으로 난강에 나레수안 댐이 건설되었다. 이 댐은 도시의 홍수를 막기 위해 설계되었다.

## 인구
주민의 다수는 타이족이고 태국어를 사용한다. 종교는 상좌부 불교가 주를 이룬다.

## 교육
- 나레수안 대학교
- 삐불송끄람라자브핫 대학교

## 교통
- 핏사눌록 공항
- 고속도로 11호선
- 고속도로 12호선
- 고속도로 117호선